# Guillaume Comoy
Guillaume Comoy est un ingénieur français né le 4 décembre 1803 à Decize (Nièvre) et mort le 10 janvier 1885 à Paris.
Il occupe notamment le poste d'inspecteur général des ponts et chaussées à Paris.

## Biographie
Guillaume Emmanuel Comoy naît sous le Premier Empire à Decize dans le département de la Nièvre le 4 décembre 1803.
Il occupe successivement les postes d'ingénieur, ingénieur en chef puis inspecteur général des ponts et chaussées de première classe.
Il est domicilié au 86 de la rue du Bac dans le VIIe arrondissement de Paris.
À partir de 1856, Comoy est notamment chargé par l'Empereur Napoléon III de réfléchir à un plan de défense contre les inondations en cas de crue de la Loire. Il en conclut que l'élévation perpétuelle des digues le long du fleuve (levée de la Loire) rend encore plus dramatiques les dégâts subis en cas de rupture de la protection pendant une crue du fleuve. Il opte donc pour une campagne de construction de déversoirs (appelés aussi déchargeoirs) qui permettront de réguler le débit du fleuve en cas de crue en déversant une partie des eaux dans les vals,.
Comoy est élevé successivement au grade de Chevalier (7 mai 1840), Officier (12 août 1854) puis Commandeur (11 août 1869) de la Légion d'honneur.

## Ouvrages
Guillaume Emmanuel Comoy est l'auteur de plusieurs ouvrages parmi lesquels on peut mentionner :
- Renseignements sur les crues de la Loire et de ses grands affluents : règles pratiques pour déterminer à l’avance sur différents points du littoral la hauteur et l’époque du maximum des crues de la Loire (1857)[4] ;
- Mémoires sur les ouvrages de défense contre les inondations (1868)[5] ;
- Étude pratique sur les marées fluviales et notamment sur le mascaret, application aux travaux de la partie maritime des fleuves (1881)[6].